# Katari labdarúgó-bajnokság (első osztály)
A Qatar Stars League a katari profi labdarúgó-bajnokság elnevezése, amely az ország legmagasabb szintű pontvadászata. A ligát jelenleg 14 csapat alkotja. A liga történetének eddigi legsikeresebb csapata a 13 bajnoki címet számláló Asz-Szadd al-Katari.

## Története
Az első nem hivatalos szezon az 1963-1964-es volt. Sokáig nem volt osztályozós rendszer, a csapatok egy ligában versenyeztek. Az első hivatalos szezon az 1973-1974-es bajnokság volt, amit a Qatar SC nyert meg. 1981-ben öt csapat részvételével alapították meg a bajnokság másodosztályát. 1994-ben, egy szezonon át a bajnokik döntetlen esetén büntetőkkel dőltek el, ezt a katari szövetség a bajnokság népszerűsítése miatt vezette be. 2003-ban, és azóta is hatalmas összegeket invesztálnak a bajnokságba, és ennek köszönhetően sok neves labdarúgó megfordult itt, például Frank de Boer és Ronald de Boer, vagy Pep Guardiola és Gabriel Batistuta. 2004-ben labdarúgó akadémia jött létre a helyi fiatalok világszínvonalú képzésének a biztosítására.

## Bajnoki címet szerző csapatok
- Asz-Szadd al-Katari               13
- Qatar SC(Al-Esteqlal)              8
- Al-Rayyan SC                       8
- Al-Gharafa Sports Club(Al-Ittihad) 7
- Al-Arabi SC                        7
- Lekhwiya SC                        4
- Al-Wakhra SC                       2

## Híres játékosok
- Franck Leboeuf
- Marcel Desailly
- Frank de Boer
- Ronald de Boer
- Pep Guardiola
- Gabriel Batistuta
- Stefan Effenberg
- Raúl González Blanco
- Ali Dáji
- Romário
- Júnisz Mahmúd
- Sonny Anderson
- Juninho Pernambucano
- Djibril Cissé
- Zé Roberto
- Lisandro López
- Xavier Hernández Creus